# Фенич Володимир Іванович
Фенич Володимир Іванович, відомий український (закарпатський) історик, доктор історичних наук, греко-католицький церковно-громадський діяч та викладач духовної академії, автор 15 книг та понад 300 наукових статей українською та угорською мовами, має одиничні статті словацькою і русинською мовами.

## Біографія
Народився 5 липня 1970 року в селі Тросник Виноградівського району, в змішаній українсько-угорській родині. Фахівець в галузі історії церков: православної та греко-католицької. Кандидат історичних наук (1997), доцент (2001).
Закінчив історичний факультет (1992) та аспірантуру при кафедрі історії України (1994) Ужгородського державного університету.
У травні 1997 р. захистив кандидатську дисертацію на тему : « Греко – католицька церква в громадсько – політичному та культурному житті  Закарпаття (1771 – 1867 рр.)».
З 1994 р. працює в Ужгородському університеті викладачем (1994—1997), доцентом (1997—2005), заступником декана з виховної роботи (1999—2000).
Впродовж 12 років (з квітня 2005 р. по 2017 р.) займав посаду декана історичного факультету УжНУ.
Автор понад 100 наукових, науково – методичних та краєзнавчих публікацій. У них визначається роль і місце греко – католицької церкви  в системі австрійського управління на Закарпатті; аналізується юридичний статус церкви, структура управління, права та обов'язки духовенства, його  матеріальне і фактичне становище; досліджується діяльність церкви і духовенства в громадсько – політичному та культурному житті  краю; наголошується на впливи клерикальної ідеології на формування національної самосвідомості українського населення регіону.
У квітні 2005 року став деканом істфаку УжНУ, а вже у жовтні 2005 року за його участю було засновано кафедру історії Угорщини та євроінтеграції.
У 2009 році Фенича, як декана істфаку УжНУ, звинуватили в тому, що він дозволяє собі антиугорські заяви. Зокрема, про це написала проугорська закарпатська діячка Аніта Федака..
У 2013 році виступив за канонізацію контроверсійного священика Степана Бендаса.
.
Співпрацював з його сином - також священиком Даниїлом Бендасом.
У березні 2017 року, через ліквідацію історичного факультету, був увільнений з посади декана; натомість, організувався факультет історії та міжнародних відносин, деканом якого став Вовканич Іван Іванович. 
.
У 2020 році записав цикл відео на пошану родини Бендасів.

## Науково-координаторська діяльність
Вперше в незалежній Україні написав дослідження з історії греко-католицької церкви Закарпаття 18-19 століть, яке лягло в основу його кандидатської дисертації.
В дисертації Фенич загалом дотримувався проукраїнської концепції, котру сповідував греко-католицький священник-історик Атанасій Пекар.
Але в наступних своїх дослідженнях, дотичних до церковної історії першої половини 20 століття, Фенич тяжів до проугорської наукової концепції. Широко використовував у своїх статтях праці неприхильного до України, та контроверсійного мадярофільського священика Степана Бендаса (1903—1991), який прославляв фашистську Угорщину та зневажливо висловлювався щодо українців, свідченням чого стала його книга спогадів: «П’ять років за колючим дротом» (Ужгород, 2008).. В ній Бендас засуджував українських націоналістів, та в цьому контексті особливо нападав на волинян і галичан..
Фенич, тим не менш, виступив зі схваленням цієї книги.. Паралельно, він позитивно оцінював й інші книги Степана (Іштвана) Бендаса та його сина Даниїла Бендаса (наприклад: Bendász Dániel. A Munkácsi Görög Katolikus Egyházmegye hitvalló és meghurcolt papjainak névsora. - Extra hungariam. A Hatodik Síp antológiája. Budapest-Ungvár, 1992; Bendász István, Bendász Dániel. Helytállás és tanúságtétel. A Munkácsi Görög Katolikus Egyházmegye hitvalló és meghurcolt papjai. Galéria-Écriture Kiadó. Ungvár-Budapest, 1994). Останню книгу редагував Фенич, перед її перевиданням 2014 року в Ужгороді, у видавництві "Kairosz Kiadó", але, за визнанням Фенича, Ужгородська греко-католицька богословська академія не захотіла презентувати її в себе.
Також Фенич брав участь в перевиданні в україномовному перекладі з угорської наступної книги: Бендас, Стефан Михайлович. Священики- мученики, сповідники вірності [Текст] / С. М. Бендас, Д. С. Бендас. - Ужгород : Закарпаття, 1999. - 412 с. З критикою даної книги, як недостовірної, виступив греко-католицький священник Василь Носа..
2010 року Фенич заснував в Ужгороді церковно-історичну установу, інституалізовану згодом у формі регіонального Науково-дослідницького центру історико-релігійних студій «Логос».
Співробітниками Центру стали переважно ті науковці, які свого часу захистили дисертації під керівництвом Фенича: к. і. н., доцент Кічера Віктор Васильович; к. і. н., доцент Данилець Юрій Васильович; к. і. н., доцент Ферков Оксана Василівна; к. і. н. Штерр Діана Іванівна; к. і. н. Лешко Оксана Василівна; к. і. н. Майороші Марія Андріївна..
Учень Фенича - Юрій Данилець вперше в історіографії встановив, що ієрархи РПЦ дуже тісно співпрацюівали з КДБ, особливо на теренах Закарпаття..
Налагодив співпрацю з наступними установами: Інститутом історії України НАН України; Інститутом славістики Львівського національного університету ім. І.Франка; Інститутом історії церкви Українського Католицького Університету (м. Львів); Богословською греко-католицькою академією ім. Т.Ромжі (м. Ужгород); Інститутом слов’янознавства РАН (м. Москва); Філософським факультетом Пряшівського університету (Словаччина); Музеєм русько-української культури у Свиднику (Словаччина); Історичним музеєм м. Сату-Маре (Румунія).
У 2017 році з центром "Логос" почав співпрацювати греко-католицький священник Іштван Мароші (1976 року народження) - директор заснованого 2017 року Берегівського греко-католицького духовного училища імені Елемера Ортутая. Останній, при активній участі та сприянні з боку Фенича, написав або видав наступні праці з історії:
István Marosi. A munkácsi görög katolikus egyház kihívásai és a megoldási kísérletek Firczák Gyula püspök (1891-1912) tevékenysége idején. Licencia dolgozat. Pázmány Péter katolikus egytem hittudományi kar, Budapest, 163 old.
István Marosi. Firczák Gyula ( 1836–1912 ) munkácsi püspök élete és munkásságának súlypontjai // Acta Beregsasiensis 9, no. 2 (2010). Науковий вісник Закарпатського угорського інституту ім. Ф. Ракоці ІІ. Том IX, № 2, с. 75-91; 
Marosi István: Görögkatolikus magyarok Kárpátalján - Közösségek és templomok.  Nagybégány-Beregszász, 2014.
A Munkácsi Görögkatolikus Egyházmegye 1945. évi sematizmusa/ szerk.: Marosi István. Beregszász,  Ungvár :  Kárpáti Kiadó, 2020 = Шематизм Мукачівської греко-католицької єпархії 1945 року / Іштван Мароші. Берегове, 2020. Sorozat: (Bendász-hagyaték: 3.);
Marosi István (szerk.): „…a Munkácsi Egyházmegye fejedelme…” Tanulmányok és források Firczák Gyula munkácsi püspök munkásságának megismeréséhez.
Nyíregyháza-Beregszász, 2019. Collectanea Athanasiana  I. Studia vol. 8;
"Katakomba-szolgálat". A Munkácsi Görögkatolikus Egyházmegye 1944-1989 közötti üldözése A kommunizmus időszakában (1944-1989) üldözött kárpátaljai görögkatolikus áldozópapok és papcsaládok élettörténeti kutatásának dokumentumai (2021 р.);
A történeti Munkácsi Görögkatolikus Egyházmegye papi névtára = Іменний довідник священників історичної Мукачівської Греко-Католицької Єпархії/ szerk.: Marosi István, Marosi Anita. Beregszász :  Bendász István Görögkatolikus Könyvtár és Levéltár, 2023. Sorozat: (Bendász-hagyaték : 4 = Спадщина Бендаса: 4.);
Marosi István - Suslik Ádám (szerk.): Az első világháború és a görögkatolikusok. Tanulmánykötet. Nyíregyháza-Beregszász, 2020. Collectanea Athanasiana  I. Studia vol. 11;
Marosi István. Katakombaszolgálat Kárpátalján. A Munkácsi Görögkatolikus Egyházmegye a kommunista egyházüldözés időszakában (1944-1989).  Budapest, Nemzeti Emlékezet Bizottsága kiadó könyvei, 2024.
Також Фенич був координатором угорськомовних досліджень інших авторів про Закарпаття.
Серед них:
Majorossy, Mária (2021) A Munkácsi Görögkatolikus Egyházmegye újraengedélyezése = Re-Enablement of the Greek Catholic Diocese of Munkács. Külügyi Szemle, 20 (4). pp. 105–119.
Molnár Ferenc: A Munkácsi Egyházmegye. 1848–1849-ben. Tanulmányok és kronológia. Szent Atanáz Görögkatolikus. Hittudományi Főiskola, Nyíregyháza,. 2014
Під керівництвом Монича його учень Кічера Віктор Васильович (автор книг "Греко-Католицька Церква в Чехословаччині як соціальна інституція (1918—1939)" - Пряшів, 2016, та "Інституційний розвиток Мукачівської греко-католицької єпархії в Чехословаччині (1918—1939)" – Ужгород : РІК-У, 2021), котрий раніше був відомий своєю прорусинською орієнтацією, опублікував кілька російськомовних статей:
Кичера В. В. Конструирование василианами украинской национальной идентичности на Подкарпатской Руси (1919—1939) // Государство, религия, церковь в России и за рубежом. Москва, 2014. №4(32). С. 184-207.
Кичера В. В. Источники социальной истории греко-католической церкви Чехословакии (1918-1939 гг.)  //  Вестник Томского государственного университета. 2016. №413. С. 115-122.
Кичера В. В. Церковь и государство на Подкарпатской Руси: от ограничений греко-католического духовенства к компромиссу с чехословацкой властью (1918—1924) // Acta historica Neosoliensia. 2019. №1 (22), с. 29-44.
Viktor Kičera. „Cirkvi sestry“ – vzťahy medzi Mukačevským a Prešovským biskupstvom v období rokov 1918 – 1939 (administratívny a náboženský aspekt) // Gréckokatolícka cirkev na Slovensku vo svetle výročí V. 1. vyd. Prešov : Gréckokatolícka teologická fakulta, Prešovská univerzita v Prešove, 2019, s. 112-120 (Správa z vedeckej konferencie 200 rokov Prešovského gréckokatolíckeho biskupstva Gréckokatolícka teologická fakulta Prešovskej univerzity v Prešove, 20 – 21 september 2018)
Viktor Kičera (Виктор Кичера): Církev v ČSR: Od krize k modu videndi (na příkladě řecko-katolíků Podkarpatské Rusi) (Церковь и ЧСР: от кризиса к Модус вивенди (на примере греко-католиков Подкарпатской Руси) - Прага, 2021.
Viktor Kičera (Виктор Кичера):Komunistický populismus a řeckokatolická církev na Podkarpatské Rusi ve 20. letech 20. století (Коммунистический популизм и Греко-Католическая Церковь на Подкарпатской Руси в 20-х гг. ХХ в.) - Прага, 2021.
Viktor Kičera. Koblyna and Rokovyna and the clergy of the MGK in Czechoslovakia in he 1920s. In Notitiae Historia Ecclesiasticae, 2021, č.2, s. 56.
Viktor Kičera. Administratyvno-kanonični zminy funkcionuvanňa vikariatu Mukačivskoji jeparchiji v Slovaččyni u 1938-1939 rr. In Theologos : theological revue, ISSN 1335-5570. 2022, roč. 24, č. 1, s. 63, 68.
26-27 вересня 2024 року Фенич разом з Валерієм Падяком брав участь модератором у міжнародній конференції з питань так званої "карпаторусиністики" у Пряшеві (Словаччина)..

## Книги
1. Греко-католицька церква в громадсько-політичному та культурному житті Закарпаття (1771—1867). Ужгород, 1997.
2. Малоберезнянський Свято – Миколаївський монастир та нарис історії чину Св. Василія Великого на Закарпатті» (Ужгород, 2004; у співавт.).
3. „Чужі” серед своїх,„свої” серед чужих. Греко-католики Мукачівської єпархії під час та після „возз’єднання” Закарпаття з Радянською Україною. Ужгород: Видавництво УжHУ Говерла, 2007.
4. Угорська Русь і "Ганнібалова присяга" Михайла Драгоманова: початки інтелектуального завоювання Закарпаття Україною/ Ужгород : Говерла, 2015.
5. Грушевский и Мукачевский монастырские центры религиозной жизни русинов и валахов северной части Венгерского королевства в период до начала Реформации. ГВУЗ "Ужгород. нац. ун-т", Науч.-исслед. центр ист.-религиоз. студий "Логос". - Ужгород : Изд-во Валерия Падяка, 2018.
6. Fenics Volodimir A Hrusevoi es a Munkacsi Kolostori Kozpontok. A Magyar Kiralysag eszaki reszen elo ruszinok es az olahok hitelete a refomacio kezdeteig = Грушівський і Мукачівський монастирські центри релігійного життя русинів і волохів північної частини Угорського королівства періоду до початку Реформації: szoveg / Пер.ukranbol ford. N. Nagy. - Ungvar : V. Pagyak Kiadoja, 2019. – 178 c.
7. Габсбурзька церква: Мукачевська греко-католицька єпархія в австрійську добу (1771—1918). Ужгород, 2018.
8. Репресії тоталітарних режимів проти церкви [Текст] : збірник конференції, присв’ячений до 70- річчя мученицької смерті владики Мукачівської греко-католицької єпархії Теодора Ромжі / Ужгородська греко-католицька Богословна Акад. ім. Блаженного Теодора Ромжі, Ужгородський нац. ун-т. Н.-д. центр історично-релігійних студій “ЛОГОС” ; ред.: П. Береш, В. Кічера, В. Фенич. - Ужгород, 2018. - 182 с.
9. Kicsera Viktor, Fenics Volodimir, Sterr Diana. A Habsburg egyház: a munkácsi görög katolikus egyházmegye az osztrák uralom alatt (1771–1918) / ukránból fordította Ádám Dóra. – Ungvár : V. Pagyak Kiadója, 2018. – 164 o. – Текст угор. мовою.
10. Греко-католики ужгородської унійної традиції: міфи, стереотипи, реалії. Ужгород, 2019.
11. Fenics, Volodimir. Az ungvári görög katolikus unió hagyatéka: mítoszok, sztereotípiák és a valóság valóság / V. Fenics ; Állami Felsőktatási Intézmény Ungvári Nemzeti Egyetem ; „Logos” Tudományos-kutató központjának történelmi-vallási műhelye ; fordította D. Ádám. – Ungvár : Valeriy Padyak Kiadója, 2020. – 232. o.
12. Етно-релігійні конверсії у мультикультурному середовищі Північно-Східного пограниччя Угорщини (середина XVI – початок XX ст.) = Vallási-etnikai konverziók Északkelet-Magyarország Határvidékének multikulturális közegében (XVI. század közepe – XX. század eleje) : [колект. монографія] / Володимир Фенич, Оксана Ферков, Діана Штерр ; Ужгород. нац. ун-т, Н.-д. центр іст.-реліг. студій "Логос", Центр дослідж. угор. історії та укр.-угор. відносин. - Вид. 1-ше. - Ужгород : Ліра, 2020. - 160 с. : іл. - Текст угорською мовою.
13. -Bemutatják: dr. Ferkó Okszana történész: Az arisztokrácia és a köznemesség felekezetváltásainak történelmi háttere (XVI. század közepe – XVIII. század), dr. Fenics Volodimir történész: Felekezeti-etnikai konverziók az ungvári uniós hagyomány görög katolikusok multikulturális közegében (XVI. század közepe – XVIII. század vége), dr. Sterr Dianna történész: Egyházi-vallási és felekezeten kívüli kapcsolatok a munkácsi püspökség görög katolikus közegben a XVIII. század végén – ХХ. század elején.
14. Падяк Л. О., Фенич В. І. Володимир Фенич: бібліографія праць та науково-педагогічна і громадська діяльність. Ужгород: вид-во Валерія Падяка, 2020.
15. Фенич В. І. Історія Центральної Європи (ранньомодерна) : методичні поради з навчальної дисципліни для здобувачів першого (бакалаврського) рівня вищої освіти галузі знань 03 Гуманітарні науки, спеціальності 032 Історія та археологія, освітньої програми «Центральноєвропейські студії» (денна та заочна форми навчання). / рец. : В. В. Кічера, О. В. Ферков. – Ужгород : Видавництво УжНУ «Говерла», 2024. – 24 с.
16. Фенич В. І. Історик і проблеми націєтворення: наукова та громадська діяльність Павла-Роберта Маґочія / В. Фенич ; ред. та іменний покажч. Л. Ільченко. – Пряшів : Vydavateľstvo Paďak, 2024

## Україномовні статті
1. Заснування Мукачівської єпархії у ХV ст.: історіографічні міфи та історичні реалії  // CARPATICA - КАРПАТИКА / ред.кол.: М.М. Вегеш, С.В. Віднянський, Д.Д.Данилюк та ін.; відповід. за вип. М.П. Тиводар. – Ужгород : Ліра, 2005. – №Вип. 32. – С. 168-184. – Прим.: с. 180-184.
2. Між сакральним і профанним: формування еклезіяльної та національної ідентичності о. Севастіяна Сабола до 1945 р. / В. І. Фенич // Науковий вісник Ужгородського університету. Сер. : Історія. - 2013. - Вип. 1. - С. 27-45.
3. Вправляння з історією по-українськи, або якою не повинна бути історія та історіографія Закарпаття після 1991 року / В. І. Фенич // Науковий вісник Ужгородського університету. Серія : Історія. - 2014. - Вип. 2. - С. 138-156.
4. Пряшівський єпископ Павло Ґойдич та Мукачівська греко-католицька єпархія [Електронний ресурс] / В. І. Фенич // Науковий вісник Ужгородського університету. Серія : Історія. - 2011. - Вип. 27. - С. 169-176.
5. Фенич, В. Між вірою і націоналізмом: спогади о. Севастіана Сабола, ЧСВВ і доля Греко-Католицької Церкви в Чехословаччині 1945–1950 рр. / В. Фенич // Наукові записки Ужгородського університету : сер.: історично-релігійні студії / голов. ред. В.І. Фенич. – Ужгород : Говерла, 2013. – Вип. 2. – С. 164–201
6. Фенич В. Від Пряшева до Пряшева (1816—1946): шість поділів Мукачівської «єпархії-матері», три хвилі міграції вірників і десять спільних ознак еклезіальної ідентичності греко-католиків ужгородської унійної традиції / Gréckokatolícka cirkev na Slovensku vo svetle výročí. Еd.: J. Coranič. Prešov: Gréckokatolícka teologická fakulta; Prešovská univerzita v Prešove, 2019.
7. Визнання Мукачівської єпархії Римським Престолом (1655 р.) та королем Угорщини (1659 р.) католицькою церквою грецького обряду / В. Фенич // Науковий вісник Ужгородського університету. Серія : Історія. - 2022. - Вип. 2. - С. 87-106

## Іншомовні статті
1. Фенич В. Правни статус и структура Мукачевскей епархиї у остатнєй штварцини XVIII вика // Шветлосц. Нови Сад, 1995. No3-4. С. 277- 285; 1996. №1. C. 41-51.
2. Fenics Volodimir. A népek és felekezetek közötti viszonyok az ukránmagyar-román érintkezési övezetben a XVI–XVIII. században. Іn: Relaţii interetnice în zona contact româno-maghiaro-ucraineanâ secolul XVIII-lea pânâ în prezent. Satu Mare – Tübingen: Editura Muzeului Sătmărean, 1999, s. 262-272.
3. Fenici V. Konfessionelle und nationale Identität der Katholiken griechischer Konfession von Transkarpatien im 18.–20. Jahrhundert. Cultura materială şi spirituală din Bazinul Tisei Superioare. Influenţa populaţiei germane asupra culturii celorlaltor etnii din regiune : Materielle und geistige Volkskultur des Oberen Theißbeckens. Einfluss der deutschen Bevölkerung auf die anderen Ethnien der Region / Сoordonatori: H. Gehl, V. Ciubotä. Satu Mare – Tübingen : Editura Muzeului Sătmărean, 2003. S. 83–104;
4. Fenyč V. Konfessionelle und nationale Identität des Klerus der griechisch-katholischen Diözese von Munkačevo 1771–1949. Konfessionelle Identität und Nationsbildung. Die grechisch-katholischen Kirchen in Ostmittel- und Südosteuropa im 19. und 20. Jahrhundert / Нerausgegeben: H.-Chr. Maner, N. Spannenberger. Stuttgart : Franz Steiner Verlag, 2007. S. 113–128;
5. Фенич В. Мученики и мучители: Слуги Божьи Мукачевской греко-католической епархии перед судом идолопоклонников национализма (пример о. Стефана Бендаса) // Наукові записки Ужгородського університету. Серія: історично-релігійні студії. Ужгород : Видавництво УжНУ «Говерла», 2014. Вип. 3. С. 172–245.
6. Fenyč V. Od Prešova po Prešov (1816 – 1946): šesť podielov Mukačevskej eparchie a desať spoločných znakov cirkevnej identity gréckokatolíkov užhorodskej únijnej tradície // Gréckokatolícka cirkev na Slovensku vo svetle výročí V. 1. vyd. Prešov : Gréckokatolícka teologická fakulta, Prešovská univerzita v Prešove, 2019, s. 70-75 (Správa z vedeckej konferencie 200 rokov Prešovského gréckokatolíckeho biskupstva Gréckokatolícka teologická fakulta Prešovskej univerzity v Prešove, 20–21 september 2018)
7. Fenič, Volodimir. 2018. «Z laski Božoї… Formuvannâ etnokonfesіjnoї іdentičnostі rusinіv–greko-katolikіv užgorodsʹkoї unіjnoї tradicії usupereč „silʹnim svіtu cʹogo”». V: 20 rokіv vysokoškolʹskoj rusinіstyky na Slovakії - 20 rokov vysokoškolskej rusinistiky na Slovensku. Zbornik referatіv z medžіnarodnoj naučnoj konferencії, Prâšіvska unіverzіta, 17.-19.10.2018. Red. Kvetoslava Koporova, 218-237. Prâšіv: Vydavatelstvo Prâšіvskoї unіverzіti v Prâševі.
8. Фенич В. «Зимлі русинÿв на юг уд Карпат»: карпатські русины–греко-католикы ужгородської униатської традициї уд мижнародного узнання (1919) до комуністичеського прозелітизма (1950) = Ruthenians Lands South of the Carpathians: Carpathian Ruthenians–Greek Catholics of the Uzhhorod Union Tradition from International Recognition (1919) To Communist Proselytism / Володимир Фенич // Rìčnik Ruskoj Bursy. – 2020. – P. 16. – С. 181-206.
9. Fenyč V. Komunisty-nacionalisty proty Chrystovoji Cerkvy: učasť Ukrajinskoji narodnoji rady Prjaščivščyny v likvidaciji Greko-katolyckoji cerkvy v Čechoslovaččyni v 1945 - 1952 rokach. In Gréckokatolícka cirkev na Slovensku vo svetle výročí VI b. Prešov : Gréckokatolícka teologická fakulta, 2022, s. 60.
10. Fenyč V. Kanonicko-právne postavenie a cirkevno-inštitucionálny rozvoj gréckokatolíkov užhorodskej uniatskej tradície V USA od roku 1884 do roku 1924.[11].